# 克萊斯泰鄉

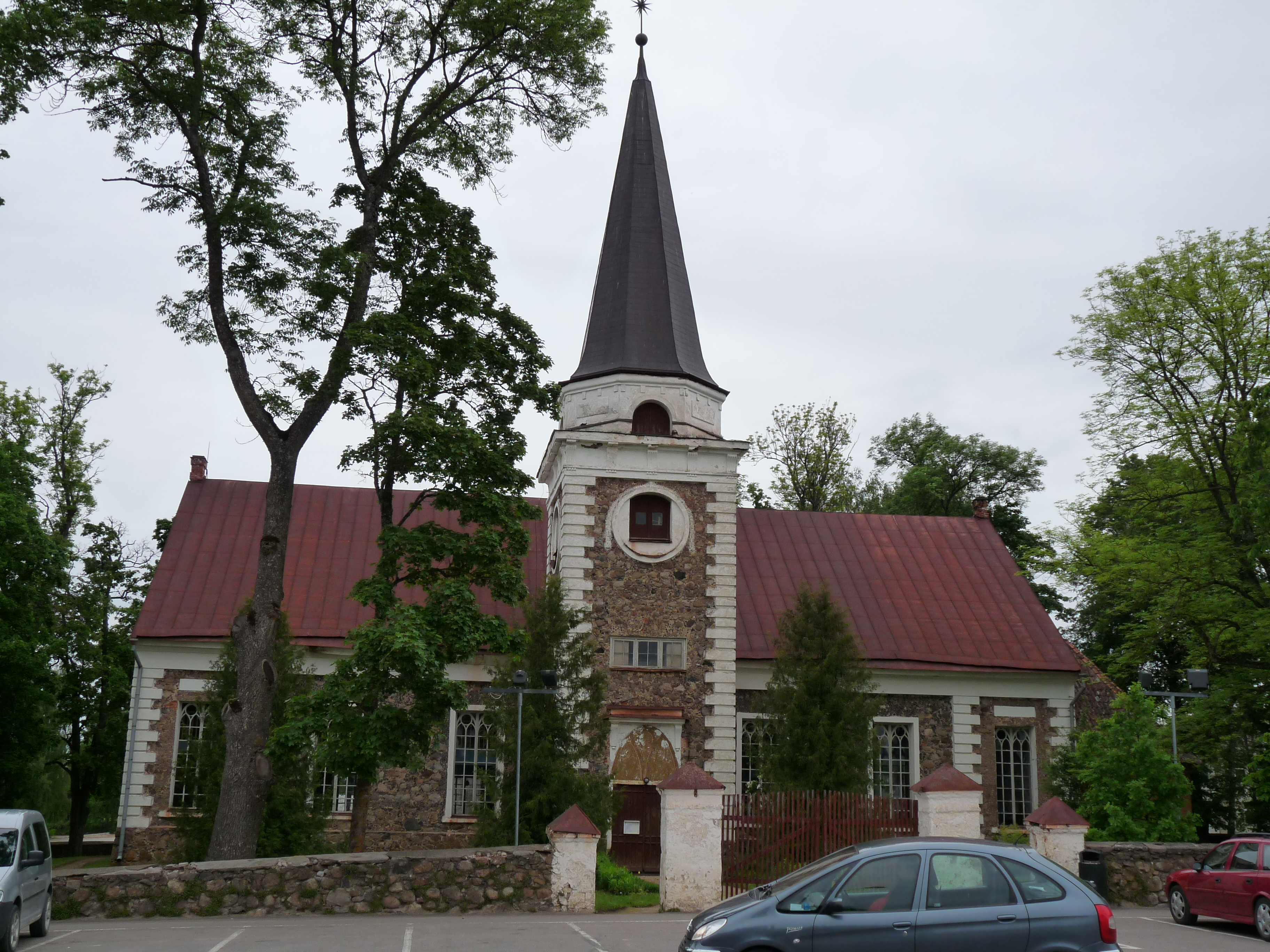
卡内皮教堂

克萊斯泰鄉，曾是愛沙尼亞珀爾瓦縣的一個鄉村型市镇，位於該國東南部，行政中心設於克羅圖塞，面積150平方公里，2009年人口997，人口密度每平方公里7人。
2017年爱沙尼亚行政改革后，克萊斯泰市镇与其他市镇一起合并为新的卡内皮市镇。
58°4′26″N 26°50′7″E / 58.07389°N 26.83528°E